# Laena janatai
Laena janatai – gatunek chrząszcza z rodziny czarnuchowatych i podrodziny omiękowatych.
Gatunek ten został opisany w 2008 roku przez Wolfganga Schawallera. Jako miejsce typowe wskazano przełęcz między Riwa a Lamuge.
Chrząszcz o ciele długości 7 mm. Przedplecze o brzegach bocznych delikatnie obrzeżonych, tylnym brzegu nieobrzeżonym, kątach tylnych zaokrąglonych; jego powierzchnia z parą ledwo zaznaczonych wgłębień i pokryta gęstymi, opatrzonymi długimi i leżącymi szczecinkami punktami oddalonymi od siebie 0,5–2 średnice. Na pokrywach ułożone w rzędy punkty, położone w ledwo wgłębionych rowkach, nieco większe do tych na przedpleczu i w większości opatrzone krótkimi, leżącymi szczecinkami. Rządki te z tyłu częściowo zanikają. Punkty na płaskich międzyrzędach drobne i rozproszone. Odnóża obu płci o bezzębnych wszystkich udach. Samiec z szerokim, łopatowatym apicale edeagusa.
Owad endemiczny dla Chin, znany tylko z południowo-zachodniego Syczuanu.